# Sevilla (Bohol)
Pour les articles homonymes, voir Sevilla.
Sevilla est une municipalité de la province de Bohol, aux Philippines.